# Ральфс, Альфред
Альфред Ральфс (нем. Alfred Rahlfs; 29 мая 1865, Линден (ныне в составе Ганновера) — 8 апреля 1935, Гёттинген) — немецкий протестантский теолог, философ, учёный-востоковед, библеист. Педагог, профессор, доктор философии.
Один из зачинателей историко-критического исследования Септуагинты, самого старого известного перевода Ветхого Завета на греческий язык.

## Биография
Изучался протестантскую теологию, философию и восточные языки в университетах Галле и Геттингена, где получил научную степень доктора филосоФии.
В 1881 году начал работать преподавателем в Гёттингенском университете, где был приват-доцентом (с 1891), экстраординарным профессором (с 1901), а с 1919 года — профессором по Ветхому Завету.
Вышел в отставку в 1933 году и умер в Геттингене.

## Научная деятельность
Под влияние своего учителя Пауля де Лагарда, академический интерес сосредоточил на изучении на Септуагинты, известного, как «перевод семидесяти старцев» — собрания переводов Ветхого Завета на древнегреческий язык, выполненных в III—II веках до н. э. в Александрии. Часто обозначается LXX (число семьдесят, записанное римскими цифрами).
Поставил перед собой цель — реконструировать первоначальную формулировку Септуагинты.
Ha основе изучения многих рукописей Септуагинты в течение ряда лет готовил её критическое издание. Над ним, под руководством А. Ральфса, работала специальная международная комиссия, в которую от Русской Православной Церкви входил Евсеев.
Предварительные результаты издал в 3-х томах своих «Исследований по Септуагинте» (1904—1911). Первое критическое издание текста LXX вышло в 1935 году под эгидой Штутгартского Общества по изучению Септуагинты и с тех пор неоднократно перепечатывалось. Тексту автор предпослал краткий очерк истории LXX.

## Избранные издания
- Alfred Rahlfs (редактор): Septuaginta, id est Vetus Testamentum Graece iuxta LXX interpretes; Stuttgart 1935,
- Alfred Rahlfs, Verzeichnis der griechischen Handschriften des Alten Testaments, für das Septuaginta-Unternehmen, Göttingen 1914.
- Göttinger Akademie der Wissenschaften (редактор): Vetus Testamentum Graecum auctoritate Academiae Scientiarum Gottingensis editum; Göttingen 1931,
- Alfred Rahlfs (редактор): Das Buch Ruth griechisch als Probe einer kritischen Handausgabe der Septuaginta. Privileg. Württ. Bibelanstalt, Stuttgart 1922.